# 帕德里奧山

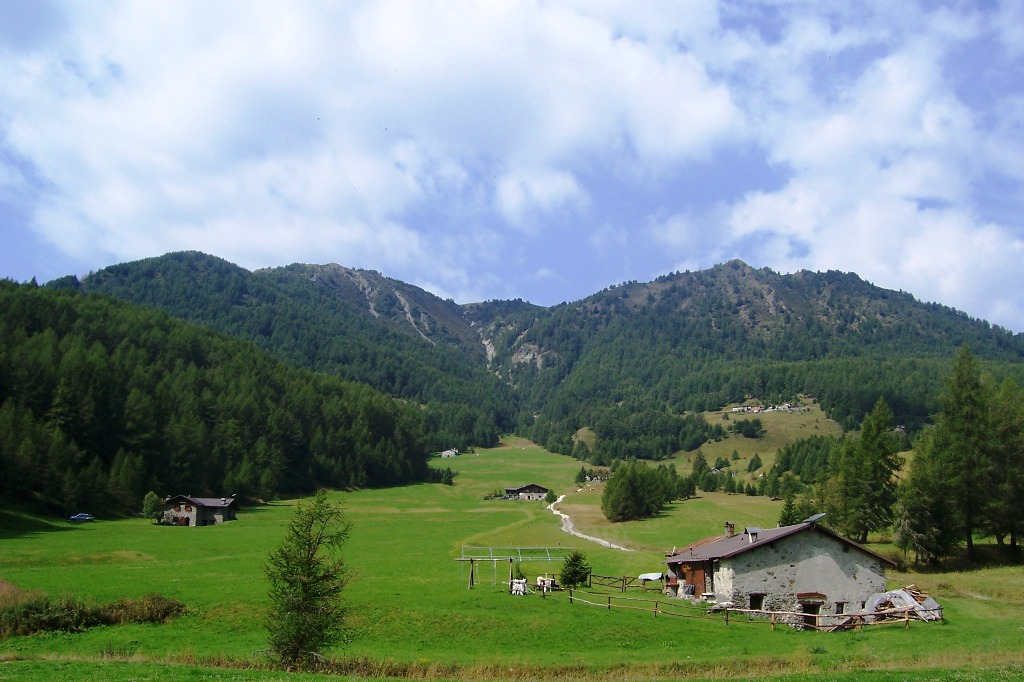

46°11′12″N 10°13′39″E / 46.18667°N 10.22750°E
帕德里奧山（義大利語：Monte Padrio），是意大利的山峰，位於該國北部，由倫巴第大區負責管轄，屬於奥特莱斯山的一部分，海拔高度2,153米，每年平均降雨量1,386毫米。